# Say Somethin
Say somethin è il singolo di debutto del cantante statunitense Austin Mahone.
Il video, pubblicato l'11 settembre 2012, fu girato in una scuola media degli Stati Uniti.